# Ferhan Hasani
Ferhan Hasani (en macédonien : Ферхан Хасани), né le 18 juin 1990 à Tetovo, est un footballeur international macédonien qui évolue au poste de milieu offensif ou d'ailier gauche.

## Biographie
Enfant, on le surnommait Buba (litt. « insecte » en macédonien) du fait de sa petite taille et de sa rapidité. Hasani a débuté au FK Shkëndija à l'âge de 8 ans.

## Palmarès
- FK Shkëndija
  - Vainqueur du Championnat de Macédoine en 2011.
  - Vainqueur de la Supercoupe de Macédoine en 2011.